# 제이크 존슨
제이크 존슨(Jake Johnson, 1978년 5월 28일 ~ )은 미국의 배우, 영화 감독, 영화 각본가, 영화 제작자이다.

## 출연 작품

### 영화
- 컴 백 록스타 (2010)
- 친구와 연인사이 (2011)
- 해롤드와 쿠마의 크리스마스 (2011)
- 안전은 보장할 수 없음 (2012)
- 21 점프 스트리트 (2012)
- 레고 무비 (2014)
- 나쁜 이웃들 (2014)
- 렛츠 비 캅스 (2014)
- 쥬라기 월드 (2015)
- 마이크와 데이브는 데이트 상대가 필요해 (2016)
- 스머프: 비밀의 숲 (2017)
- 플라워 (2017)
- 미이라 (2017)
- To Plant a Flag (2018) - 단편
- 태그 (2018)
- 스파이더맨: 뉴 유니버스 (2018) - 피터 B. 파커 / 스파이더맨 역 (애니메이션)
  - 스파이더맨: 어크로스 더 유니버스 (2023)

### 텔레비전
- 뉴 걸 (2011-18)